# Naturisme

Het universele naturistensymbool, deze is in 2020 door naturisten over de gehele wereld gekozen. Elk persoon en/of organisatie is vrij om het symbool gratis te gebruiken, dit om het naturisme in het positieve te promoten.

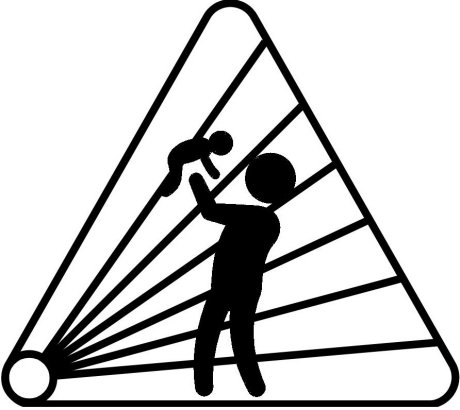
Naturistensymbolen bestaan in veel varianten. Het is meestal een driehoek met zonnestralen en het silhouet van blije mensen.

Naturisme is volgens de Internationale Naturistenfederatie "een manier om in harmonie met de natuur te leven, door samen naakt te zijn, gekenmerkt door zelfrespect, respect voor anderen en hun opvattingen en respect voor het milieu" (a way of life in harmony with nature, expressed through social nudity, linked to self-respect, tolerance of differing views together with respect for the environment).
Historisch gezien behelst het naturisme als stroming dan ook meer dan alleen naaktrecreatie, al wordt het begrip naturisme soms hiertoe verengd. Naturisme is verwant met maatschappelijke stromingen zoals de reformbeweging die vanaf de 19e eeuw opkwamen als reactie op de industriële revolutie en de toenemende verstedelijking, die ertoe zouden hebben geleid dat de mens steeds verder verwijderd was geraakt van zijn oorspronkelijke omgeving, de natuur. Door sommigen werd een meer "natuurlijke" levenswijze nodig geacht. Ook de omgangsvormen – wat betreft de naturisten in het bijzonder de houding ten aanzien van het naakte lichaam – waren naar hun mening steeds onnatuurlijker geworden. Een ander argument is dat mensen in naakte toestand allen gelijk zijn, waardoor verschillen zoals maatschappelijke standsverschillen niet langer zichtbaar zijn en daardoor ook niet meer relevant 

## Etymologie

Recreërend naturist

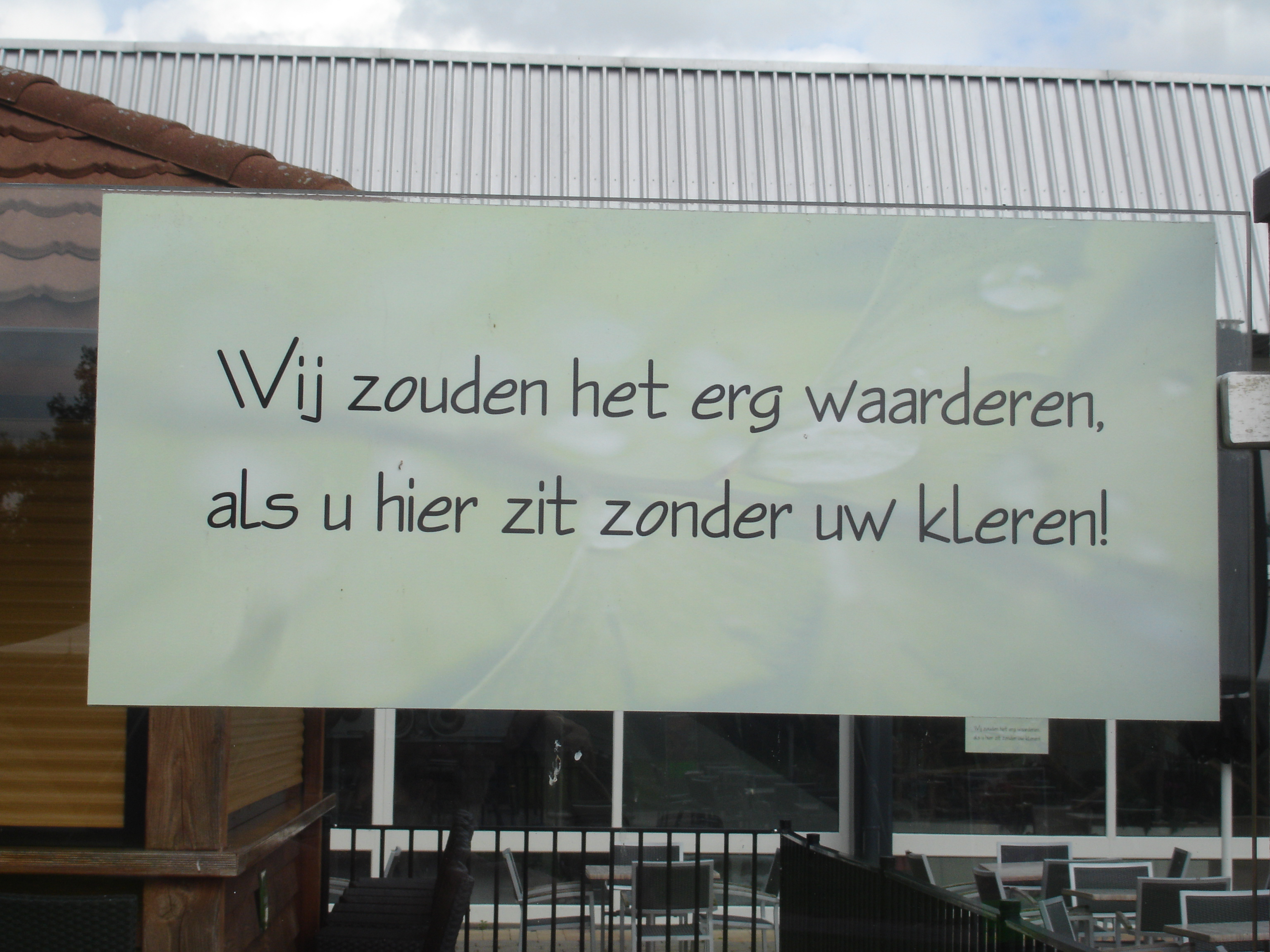
Bordje bij het terras van Flevo-Natuur

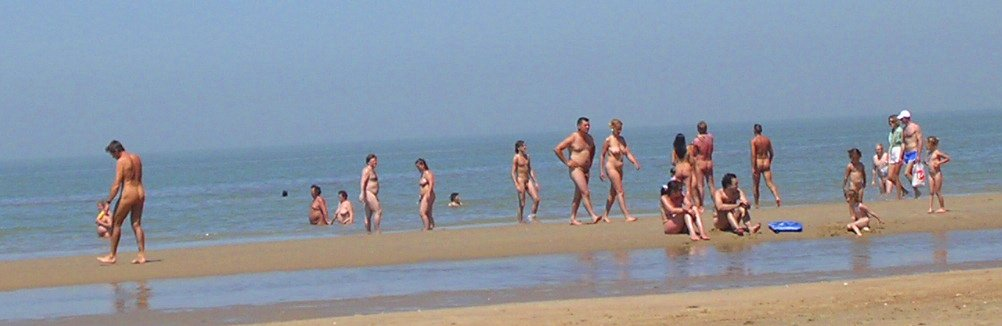
Het naaktstrand bij Bredene, België

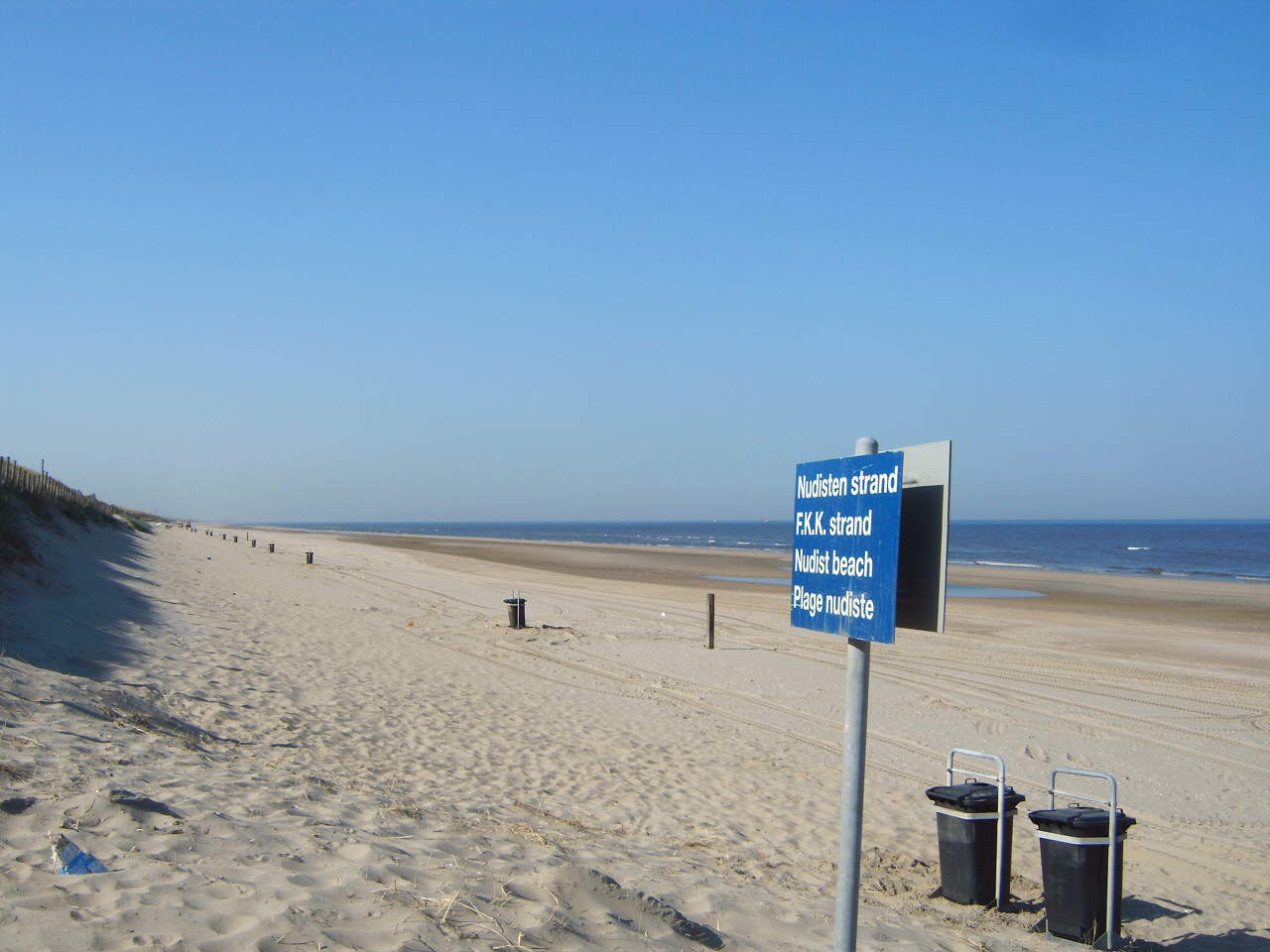
Naaktstrand in Zandvoort, Nederland

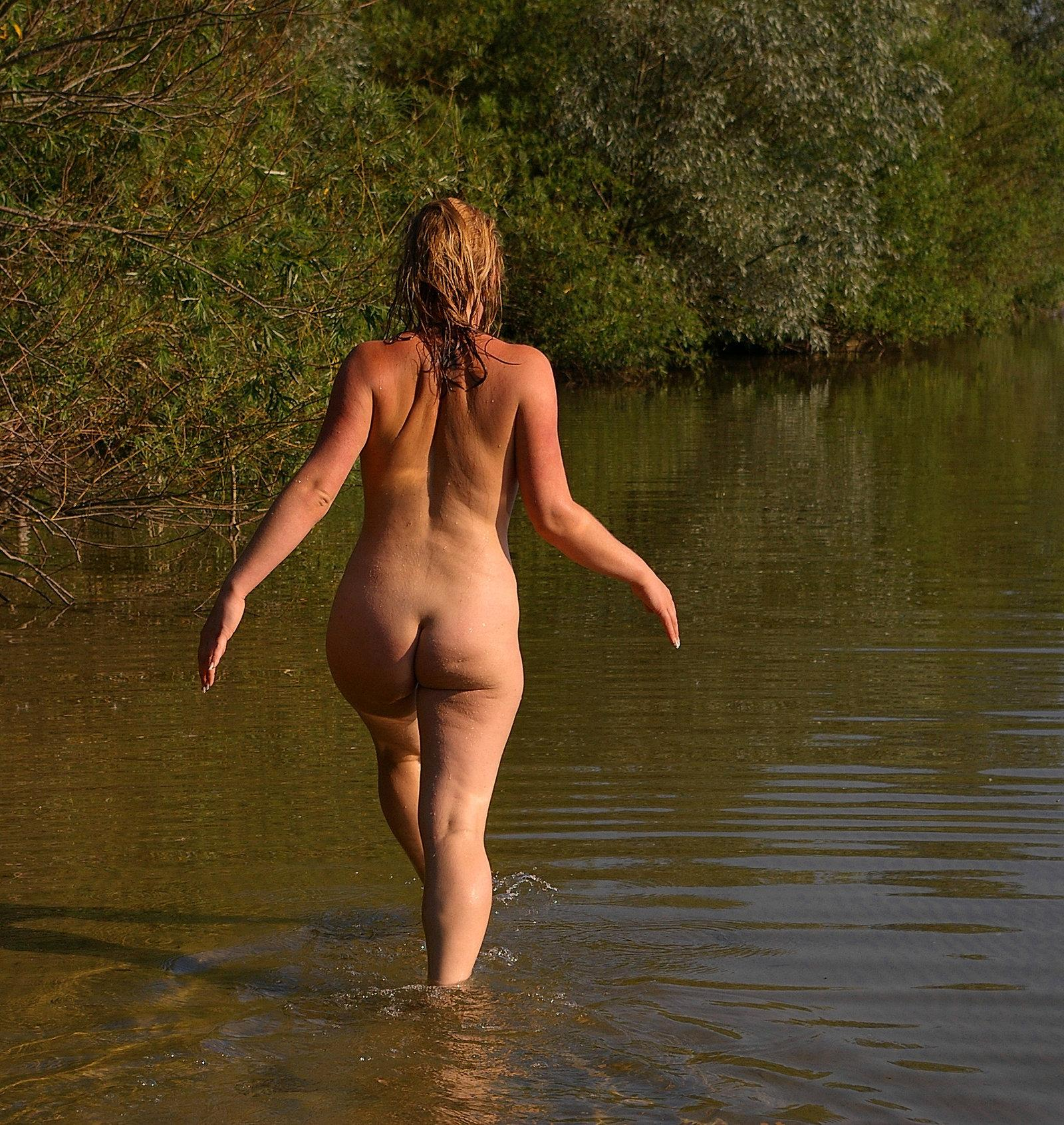
Naaktzwemmen in Duitsland

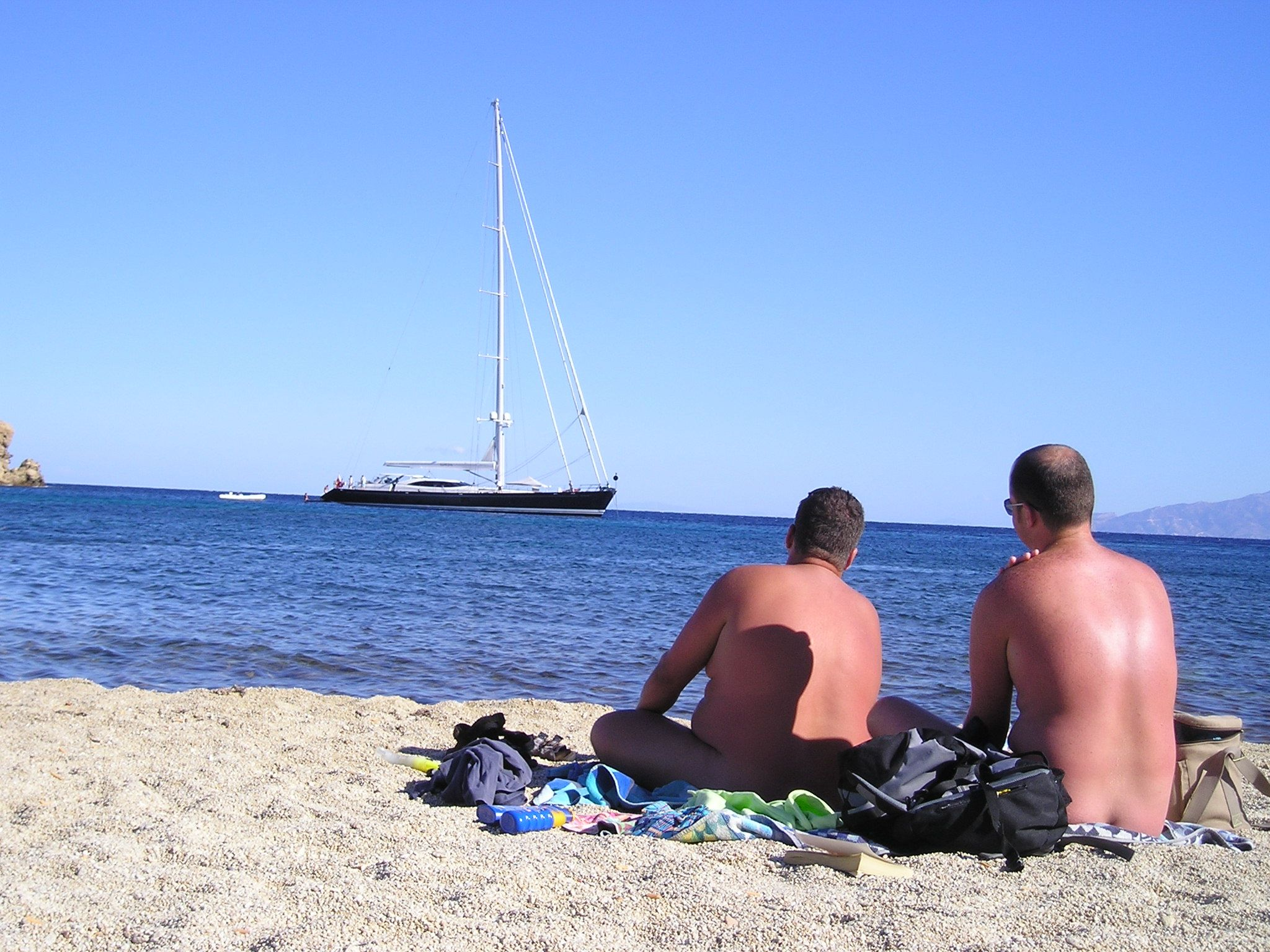
Twee blote heren op het strand van Mykonos, Griekenland

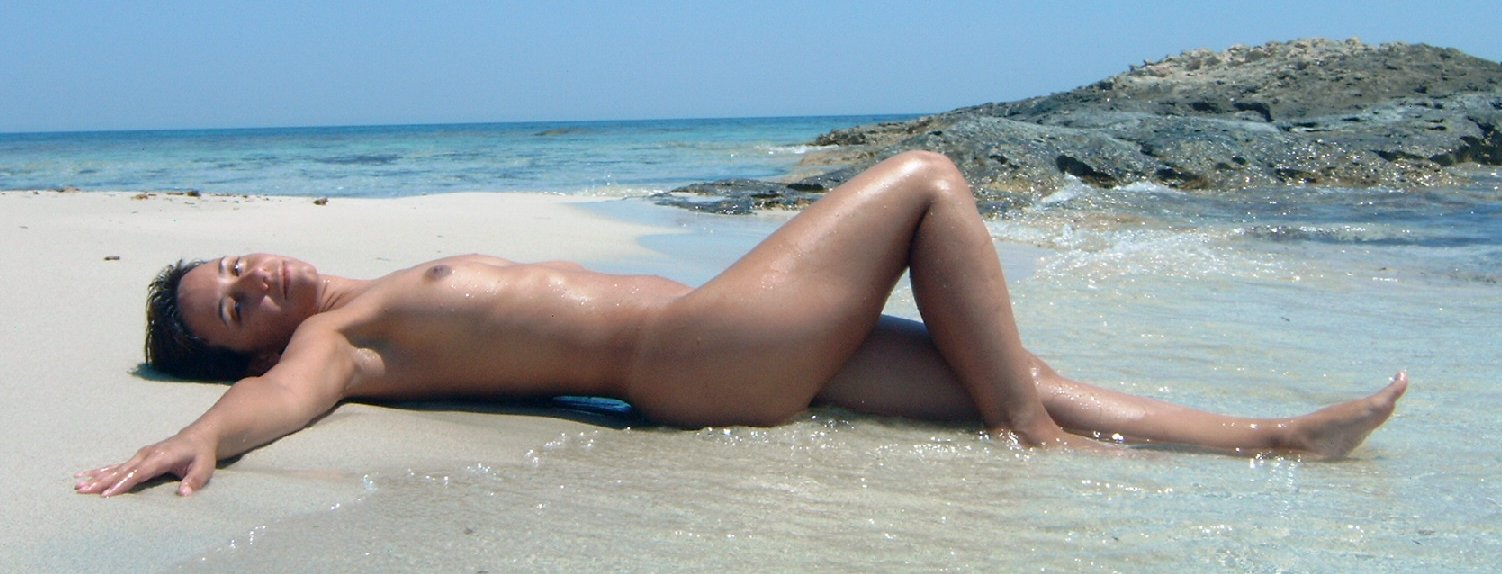
Naturist op het strand van Formentera, Spanje

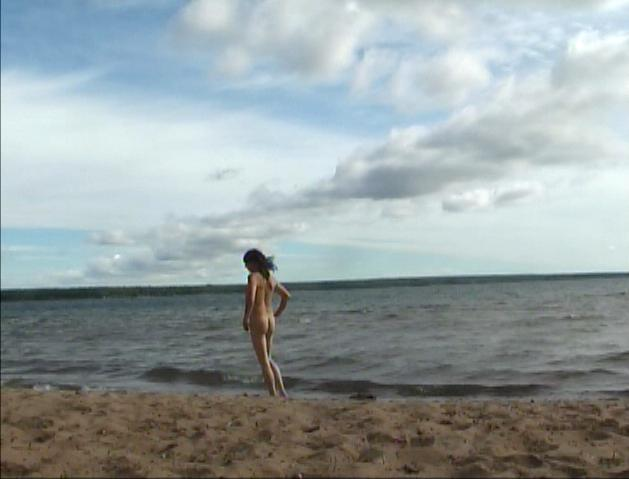
Amerikaanse naturiste bij het Bovenmeer, Verenigde Staten

Volgens het Etymologisch woordenboek is de huidige betekenis van naturisme, 'het streven naar een natuurlijke (lichaams)cultuur', omstreeks 1930 ontstaan. Het woord zou ontleend zijn aan het Franse 'naturisme' waarmee gedoeld werd op een stroming in de kunst waarin de goddelijke kracht van de natuur centraal werd gesteld. Het naturisme werd omstreeks 1900 gezien als variant op het naturalisme, een filosofische stroming die in de loop van de 19e eeuw opkwam en zich vooral in de kunst deed gelden.
In de jaren 1930 werd de term naturisme verbonden met nudisme of ‘naaktloperij’. In de loop van de tijd is het onderscheid tussen de begrippen naturisme en nudisme vervaagd. In grote lijnen betekenen beide hetzelfde, maar bij "naturisme" ligt de nadruk meer op het filosofische aspect en de gevoelde eenheid met de natuur.

## Geschiedenis in het kort
Het gezamenlijk ondernemen van activiteiten zonder daarbij kleren te dragen is iets dat in verschillende vormen in vele culturen in allerlei perioden is voorgekomen. In de westerse samenleving komt gezamenlijke naaktheid vooral voor in de sfeer van naakt sporten, baden, zwemmen en sauna. Soms zijn er wel enkele beperkingen, het gebeurt bijvoorbeeld in groepen van hetzelfde geslacht of in de beslotenheid van familie of vrienden. Elders en in de loop van de geschiedenis is of was gezamenlijke naaktheid doorgaans vanzelfsprekend, bijvoorbeeld bij kinderen.
Wanneer het naturisme als op zichzelf staande beweging is opgekomen, is moeilijk aan te geven. Het woord ‘naturisme' werd mogelijk voor het eerst in 1778 in deze betekenis gebruikt door de Franstalige Belg Jean Baptiste Luc Planchon (1734-1781). Hij pleitte voor naaktheid als middel ter verbetering van de 'l'hygiène de vie' (natuurlijke stijl van leven) en de gezondheid.
De oudste bekende naturistenclub in de "westerse" zin van het woord is opgericht in Brits India in 1891, als de Fellowship of the Naked Trust door de rechter Charles Edward Gordon Crawford.
Vanaf 1902 verschenen verscheidene Duitstalige publicaties waarin het belang van naaktheid voor de gezondheid werd beschreven. In dat jaar verscheen in Duitsland het eerste tijdschrift over naturisme, Die Schönheit. Dit soort publicaties leidde tot een wereldwijde groei van het naturisme. Aan het eind van de 19e en het begin van de 20e eeuw ontstonden ook andere organisaties die zich inzetten voor een natuurlijke levenswijze of respect voor de natuur zoals groepen die streefden naar natuurgeneeswijzen, vegetarisme, reformkleding, dieren- en natuurbescherming.
De eerste grote club voor naturisten, Freilichtpark, werd in 1903 geopend in Lübeck, dichtbij Hamburg. Heinrich Pudor introduceerde onder het pseudoniem Heinrich Scham de term "Nacktkultur" en beschreef in 1906 de voordelen van naaktheid in de sport. Richard Ungewitter stelde in zijn boek Nacktheit uit 1906 dat de combinatie van een goede lichamelijke conditie, zonlicht, frisse lucht en naaktheid bijdroeg aan mentale en psychische gezondheid.
Het woord Nacktkultur werd spoedig vervangen door Freikörperkultur (FKK).
In verscheidene landen ontstonden landelijke verenigingen voor naturisten. Naturisme kreeg in met name Duitsland en Engeland in het interbellum een filosofische grondslag waarmee het met andere aspecten van het streven naar een harmonieuze relatie met de natuur werd verbonden. De nationale verenigingen gingen in 1951 samenwerken in de Internationale Naturistenfederatie (INF). Vanaf het midden van de 20e eeuw ontstonden commerciële organisaties die vakantieoorden of -reizen aanboden aan naturisten of anderen die naaktrecreatie waardeerden.
Veel naaktliefhebbers van moderne 21e-eeuwse snit willen liever nudist/naturist zijn op uiteenlopende locaties in plaats van enkel op de afgeschermde domeinen. Zij hebben ook minder de behoefte aan een naturisme dat is gestoeld op filosofische overtuigingen zoals verbondenheid met de natuur.
Een zeker idealisme speelt nog wel een rol. Een opmerkelijk evenement dat jaarlijks op diverse plaatsen van de wereld gehouden wordt is bijvoorbeeld de World Naked Bike Ride. Dan fietsen mensen in een groep bloot op de openbare weg, niet met de intentie om aanstoot te geven, maar om ideologische redenen. Ook vrij bekend in deze middens zijn de naakte fotosessies van Spencer Tunick.

## Profiel van de naturist
De meeste naturisten recreëren bloot omdat hen dit een gevoel van vrijheid geeft. Daarnaast waarderen veel mensen het respect op een naturistenterrein. Of ze willen geen knellende badkleding aan of willen simpelweg streeploos bruin worden. De meesten voelen zich het prettigst wanneer de meerderheid van de aanwezigen bloot is. Bloot is ook zeker de "dress code" op een naturistenterrein of naaktstrand. Van pubers wordt meestal wel geaccepteerd dat zij verkiezen (zwem)kleding te dragen en van anderen als er medische redenen zijn. De meeste mensen bezoeken een openbaar naaktstrand of liggen bloot in hun eigen achtertuin, als de situatie dat toelaat. Anderen verkiezen de collectiviteit en de gezelligheid van een naturistenterrein. Er zijn naturisten die zo vaak mogelijk bloot zijn, bijvoorbeeld thuis, anderen gaan pas uit de kleren als de temperatuur zomerse waarden bereikt.
Voor zover bekend, komen naturisten uit alle lagen en leeftijdsgroepen van de bevolking, maar niet alle groepen zijn gelijk vertegenwoordigd. Oververtegenwoordigd zijn mensen met een middelbare en hogere opleiding en mensen met een beroep in de verzorgende of sociale sector. De groep van jongvolwassenen is ondervertegenwoordigd. Voor deze groep zijn soms aparte organisaties zoals – vanaf 1953 – in Duitsland, de FKK-Jugend, en – vanaf 1963 – in Nederland de JNFN. Opvallend is ook vaak de bewuste afwezigheid van competitie als persoon tussen naturisten.

## Naturisme in België

### De eerste Belgische naturisten
Het georganiseerde naturisme is in België ontstaan in de jaren 1930, toen verschillende kleine verenigingen werden opgericht zoals 'De Spar', 'Ligue pour la propagande', 'Héliophile', 'Mieux Vivre', 'Lycurgus', 'Cultura' en 'Les Bleuets'. Er was ook het naaktstrand Le Paradis in Mariakerke bij Oostende waar James Ensor (1860-1949) meermaals over schreef. Wegens de bouw van de Atlantikwall tijdens de Tweede Wereldoorlog werd dit gedoogstrand door de Duitse bezetter gesloten en later onder druk van de naoorlogse immobiliënkoorts niet meer heropend. Door gerechtelijke veroordelingen, waarvan de Franstalige verenigingen het slachtoffer werden, verdwenen de meeste echter weer; alleen het Nederlandstalige 'De Spar', met een terrein 'De Kluis' te Zoersel, overleefde de Tweede Wereldoorlog. Vanwege eerdere gerechtelijke uitspraken inzake kinderbescherming moesten op dit terrein volwassenen en kinderen apart naturistisch recreëren.
In 1955 richtten vier families de in hoofdzaak Nederlandstalige vereniging ‘Athena’ op en in 1958 ontstond het Franstalige 'Belvédère'. Uit deze verenigingen kwam in 1959 de Federatie van Belgische Naturisten (FBN) voort, met als voorzitter de Antwerpenaar Robert Lambrechts. Ondertussen was er onenigheid ontstaan over de koers van het naturisme waardoor er op enig moment drie naturistenfederaties bestonden.

### Ontwikkeling van het naturisme
In 1966 organiseerde de FBN het 10e internationaal naturistencongres, wat voor het naturisme in België een doorbraak vormde. Het betekende een erkenning van het naturisme, bijvoorbeeld omdat de buitenlandse delegaties door de overheden een officiële ontvangst kregen.
In 1974, gedurende het internationaal congres van Agde, werd beslist dat de drie toen bestaande federaties in België, FBN, FBNS en FNCB, zouden samengaan. Dat zou uiteindelijk onder de mantel van de FBN gebeuren. Internationaal ging de vernieuwde FBN talloze activiteiten ontwikkelen, zoals internationale bijeenkomsten en sportwedstrijden, met name zwemmen en petanque,
Athena was inmiddels wereldwijd de grootste naturistenvereniging.
Op 30 juni 2001 opende de federatie het eerste openbare naaktstrand aan de Belgische kust, samen met de burgemeester en een van de schepenen van Bredene.

## Naturisme in Nederland

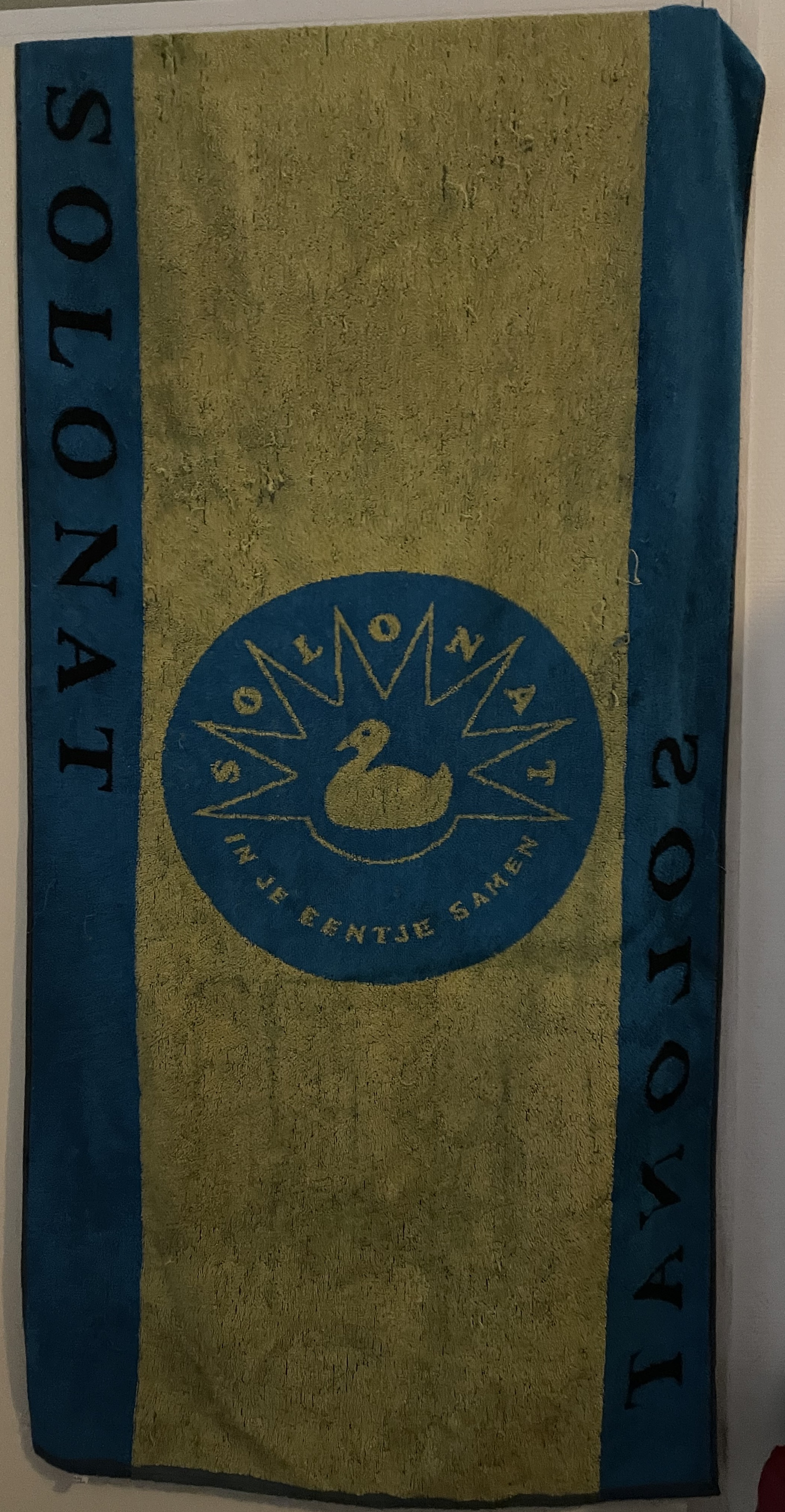
badlaken van Solonat

Het naturisme in Nederland ontstond later dan in de buurlanden. Sinds 1961 is NFN (Naturisten Federatie Nederland) de belangenorganisatie voor naaktrecreanten en het kenniscentrum voor naaktrecreatie in Nederland. Weliswaar is de organisatie opgericht door naturisten, maar vandaag de dag is NFN er voor iedereen die naakt recreëert, dat wil zeggen bloot zijn vrije tijd doorbrengt. Dit is dus anders dan de strikte verschillen die vroeger werden gehanteerd. Zo waren er de aanhangers van het naturisme, een levenswijze ontstaan uit de reformbeweging met veel aandacht voor de natuur en duurzaamheid. Of het nudisme, wat staat voor gewoonweg bloot zijn. En wie zich hier niet in herkende, sprak simpelweg van "naaktlopen". Naaktrecreatie is volgens NFN de overkoepelende term. Bij de landelijke koepelorganisatie zijn zowel organisaties als individuele leden aangesloten. Een van de aangesloten organisaties was de op 1 januari 2020 opgeheven vereniging Solonat die zich speciaal richtte op alleenstaanden en alleengaanden, mensen van wie de partner niet naakt recreëert.

### De eerste Nederlandse naturisten
In Nederland ontstond het georganiseerde naturisme in de jaren 30 in navolging van de buurlanden België en Duitsland. De eerste Nederlandse naturisten zochten mooie plekjes in de natuur, beoefenden er naakt sport, zwommen er, of lagen in de zon. Later kochten mensen gezamenlijk grond aan, die zij samen geschikt maakten voor dagrecreatie en later voor kamperen. De eerste Nederlandse naturistenvereniging sinds 1946 was Zon en Leven. Als tegenreactie op de nogal ascetische leefwijze die Zon en Leven voorschreef ontstonden sinds 1953 de eerste 'lichtbonden', waar vegetarisme geen plicht was en alcohol en tabak wel waren toegestaan, maar Zon en Leven bleef de grootste vereniging met meerdere terreinen. In 1961 richtten de verenigingen samen de moederorganisatie NFN op, die hun belangen (inter)nationaal zou gaan behartigen.
Tot in de jaren 70 werd het naturisme gekenmerkt door een grote beslotenheid. Naturisme was verre van sociaal geaccepteerd en naturisten werden met de nek aangekeken. De naturisten van het eerste uur hadden moeite elkaar te vinden, terreinen te vinden en het propageren van naturisme ging moeizaam.
De buitenwereld mocht niet weten waar er naturistenterreinen waren. Om alle mogelijke inkijk van buiten te verhinderen, werden naturistenterreinen vaak afgeschermd door wallen en rietmatten. Dat gebeurde overigens ook vaak op verzoek van de betreffende gemeente, die klachten over "aanstootgevend bloot" wilde voorkomen. Evenmin mocht de buitenwereld weten, wie er naturist was. Sommigen – bijvoorbeeld onderwijzers of mensen die anderszins met kinderen werkten – waren ervan overtuigd hun baan te zullen verliezen als bekend werd dat zij in het weekend op een naturistenterrein te vinden waren. Bij naturistenterreinen waarbij de parkeerplaats vanaf de openbare weg te zien was, gingen sommigen zelfs zo ver dat zij hun nummerborden bedekten. Naturisten kenden elkaar doorgaans alleen bij de voornaam en in notulen van bestuursvergaderingen werden achternamen altijd achterwege gelaten.
Nieuwe leden konden rekenen op een serieuze ballotage en daarna op een aspirant-lidmaatschap van een jaar. Men wilde voorkomen dat lieden met dubieuze bedoelingen zomaar lid konden worden en daarom moest het aantal mannen en vrouwen (met of zonder kinderen) van Zon en Leven gelijk zijn. Waren er meer vrouwen dan mannen of omgekeerd dan kwam men op een wachtlijst totdat er een man of vrouw minder was, of tot er nog iemand, maar dan van het andere geslacht, bij kwam.

### Vrijheid blijheid van de jaren 70 en groei
In de jaren 70 nam de belangstelling voor naaktrecreatie toe en gingen behalve op naturistenterreinen, naaktrecreanten ook elders uit de kleren, zoals op de stranden. Omdat de politie de bevoegdheid had in te grijpen, ontstond de behoefte aan officiële naaktstranden. Na enige strijd, waarbij ook NFN was betrokken, werd in 1973 het eerste openbare, officieel naaktstrand aangewezen, in Callantsoog.
Er ontstond een grote groep naaktrecreanten, die niet lid wilde zijn van een naturistenvereniging, maar wel af en toe bloot wilde recreëren. De "naturisten van het eerste uur" beschouwden deze nieuwe groep als tweederangs naturisten, maar het lukte NFN om deze twee groepen bij elkaar te krijgen. De "nieuwe" naturisten kregen tijdelijk toegang tot alle naturistenterreinen.  
Tussen 1975 en 2005 groeide het ledenaantal van de NFN van 6500 naar 72.000. Uit onderzoek verricht door Motivaction in 2005 en 2010 bleek dat 1,9 miljoen Nederlanders met enige regelmaat ergens bloot recreëerden. De 1,7 miljoen bezoekers van spa- en sauna's werden niet in het onderzoek meegenomen.
Vanaf eind jaren 70 lobbyde de NFN in politiek Den Haag voor een legalisatie van naaktstranden. Tot dan toe wezen sommige gemeentes (zoals Callantsoog, Den Haag, Zandvoort) een naaktstrand aan, maar veruit de meeste verboden  naaktrecreatie. Sinds de wetgeving in 1986, is naaktrecreatie in Nederland toegestaan op iedere plek die daarvoor door de gemeente is aangewezen of die daar redelijkerwijs geschikt voor is (artikel 430a Wetboek van Strafrecht). Nederland was hierdoor het eerste land ter wereld dat naaktrecreatie in de wet had geregeld.
Veel gemeenten hebben plaatsen aangewezen als naaktstrand en mogen naaktrecreatie op geschikte plaatsen dus niet verbieden. Daarom plakte in 2009 het stadsdeel Oud-Zuid van Amsterdam zijn verbodsborden tegen naakt recreëren in het Vondelpark af, omdat deze juridisch niet toegestaan zouden zijn. De politie kondigde echter aan naaktrecreanten toch te blijven bekeuren. Ook zijn er gemeentes zoals Stichtse Vecht die naast een geschikt strand, ook een betaald naaktstrand hebben.
De naturisten beschouwden de "textielcampings", zoals niet-naturistische campings door hen genoemd worden, als lawaaierig en druk en hechten aan de naturistencampings die vrijwel altijd in een natuurlijke omgeving liggen en nooit dicht aan de weg en bovendien een eigen sfeer en uitstraling hebben.
In 1978 is het eerste openbare naturistenpark Flevo-Natuur in Zuidelijk Flevoland geopend, het grootste naturistenterrein in de Benelux. Later werd het park Natukreek in het Zuid-Hollandse Zwartewaal opgericht dat tot 1 augustus 2018 heeft bestaan.
In het Flevolandse Zeewolde werd in juli 2008 een christelijke kerkdienst speciaal voor naturisten georganiseerd. Dit was een novum. Enkele maanden later stond in dezelfde plaats een tweede naturistische dienst gepland, maar deze werd geannuleerd vanwege de negatieve reacties.

### Naaktrecreatie anno 2022
Hoewel naaktrecreatie tegenwoordig meer voorkomt dan vroeger, wordt het  niet overal geaccepteerd. Zo werd in 2022 een blootzwemdag in Wassenaar bij Den Haag afgelast vanwege aangekondigde protesten van een christelijke groep en zogenaamde pedojagers, die moeite zouden hebben met de aanwezigheid van minderjarigen op naakte activiteiten. De meeste Nederlandse naturisten die bloot vakantie willen houden, kiezen voor speciale naaktstranden of privéterrein. Er zijn ruim tachtig openbare naaktstranden in Nederland, vaak tot stand gekomen in samenwerking met NFN. Discussie over een naaktterrein was er bijvoorbeeld in Delft waar de gemeente besloot in 2013 de ligweide in de Delftse Hout te sluiten. Protesterende naaktrecreanten werden bekeurd en berecht. De zaak haalde zelfs de Hoge Raad. De laatste beklaagden werden vrijgesproken op 17 januari 2017.
Het aantal verenigingsterreinen in Nederland is sinds het einde van de jaren 70 ongeveer gelijk gebleven: in 2017 waren het er zo'n 45. Daarbij zijn er een vijftiental campings, minicampings of terreinen voor dagrecreatie, die commercieel worden geëxploiteerd, waaronder Flevo-Natuur en Naturistisch Recreatiepark Elsendorp. Ook zijn er activiteiten- en doelgroepverenigingen (zwemmen, sport, jongeren, alleengaanden). Voor de verenigingbezoeken en -activiteiten is een NFN- of verenigingslidmaatschap vereist.
In het winterseizoen bieden zwembaden de mogelijkheid om bloot te zwemmen. Dit gebeurt in verenigingsverband of op initiatief van de zwembaden. In het eerste geval is vaak een lidmaatschap vereist.
Bijna alle naaktrecreanten gaan ook bloot op vakantie in het (warmere) buitenland. Op grotere campings en resorts kan vaak iedereen terecht, op kleinere terreinen is meestal weer een lidmaatschapskaart nodig.

## Naturisme elders in Europa

### Duitsland
In Duitsland is er een rijke traditie die teruggaat tot het begin van de twintigste eeuw. Men kent, net als in Nederland, veel verenigingsnaturisme. Het Deutscher Verband für Freikörperkultur e.V. (DFK) bestaat sinds 1949. Er zijn zo'n 200 verenigingenterreinen. Naturisme wordt in Duitsland FKK genoemd, hetgeen staat voor "Freikörperkultur". Reeds in het wilhelminische Duitsland werd het Britse voorbeeld vrij snel gevolgd. Omdat het oorspronkelijke woord "Nacktkultur" er de burgerij te veel choqueerde, werd het vrij snel door de neutralere term "Freikörperkultur" (afgekort als FKK) vervangen. In de Duitse jeugdbeweging Wandervogel werd de Freikörperkultur sterk bevorderd. In 1953 werd als antwoord van de tweede generatie hierop de 'fkk-jugend' opgericht. Er zijn in Duitsland naturistische wandelwegen, zoals de Harzer Naturistenstieg, en de Naturistenweg Undeloh, waar ook naaktfietsen is toegestaan, bij Undeloh op de Lüneburger Heide.

### Frankrijk
In Frankrijk bestaat sinds 1950 la Fédération française de Naturisme (FFN) en daarnaast de veel oudere (1901) Association pour la promotion du naturisme en liberté (APNEL). Naast verenigingsterreinen zijn er in Frankrijk veel commerciële terreinen. In totaal kan men op zo'n 200 grote en kleinere terreinen terecht, ook zonder lidmaatschapskaart. De grootste naturistencentra ter wereld liggen in Frankrijk: Leucate, Euronat en Cap d'Agde. Het oudste naturistenterrein in Frankrijk is Île du Levant, een eilandje in de Middellandse Zee waar op het gehele publiek toegankelijke deel naaktheid is toegestaan.

### Verenigd Koninkrijk
Uit het victoriaanse Engeland, waar de industriële revolutie zich het sterkst liet gelden en de victoriaanse preutsheid zich het sterkst liet voelen, kwamen in het begin van de 20e eeuw de eerste naturisten voort. De eerste officiële nudistenclub werd in 1924 opgericht in Wickford, Essex.
In 1943 vormden enkele van deze clubs tezamen de British Sun Bathers Association or BSBA. Nadat naturisten en nudisten vervolgens enige tijd elk hun eigen weg waren gegaan, kwamen ze in 1964 weer samen in de Central Council for British Naturism (CCBN), na 2009 aangeduid als British Naturism (BN).
Het eerste officiële naaktstrand werd in 1978 geopend in Covehurst Bay bij Fairlight Glen, iets ten oosten van Hastings. Nochtans is naaktrecreatie elders ook toegestaan, op stranden en zelfs op kantoor. In juni van 2023 heeft koning Charles zelfs naaktrecreatie toegestaan op een stuk strand in zijn bezit.

### Overige landen
De naaktstranden in het voormalige Joegoslavië waren vooral in de jaren 1970 beroemd, maar trekken met name in Kroatië ook heden ten dage veel toeristen.

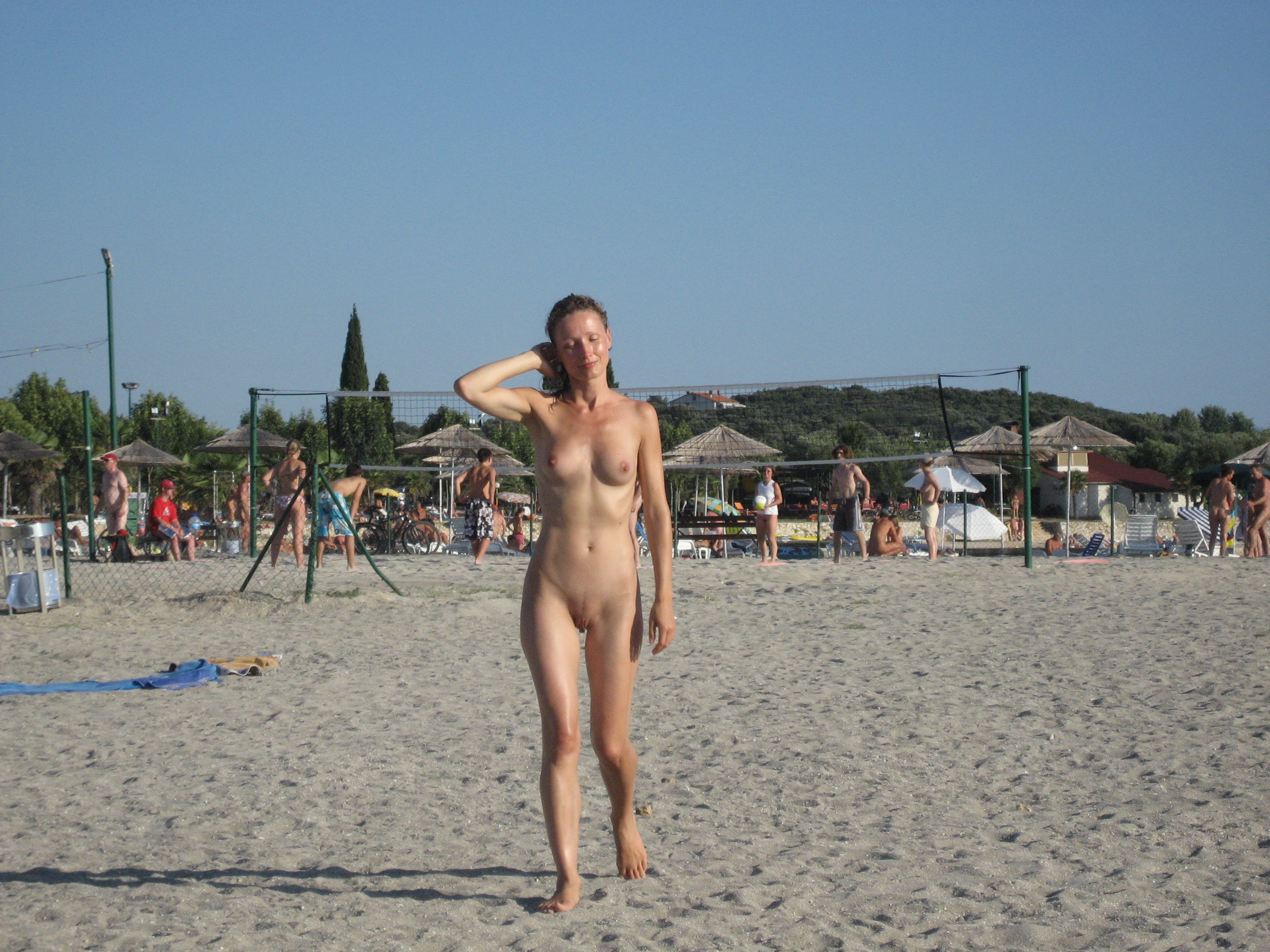
Valalta in Kroatië

Sinds 1972 is er in Italië een naturistenorganisatie, FENAIT. Er zijn over het hele land verspreid zo'n zeven commerciële naturistencampings en 5 officiële naaktstranden. Ook elders komt op stranden naturisme voor.
Veel stranden in Griekenland bieden gelegenheid tot naaktrecreatie, maar lang niet alle Grieken kunnen het verschijnsel als zodanig waarderen. De eilanden in de Egeïsche Zee hebben ook naturistenstranden. Griekenland kent enkele naturistenoorden, o.a. op Kreta.
In Tsjechië, Denemarken, Spanje en Portugal mag op elk strand naakt gerecreëerd worden. Ook daar geldt echter dat het op bepaalde stranden gebruikelijker is dan op andere.
In Scandinavië zijn slechts weinig naturistenterreinen; Zweden bijvoorbeeld telt er niet meer dan vijf.
Ook in Polen is het aantal openbare naaktstranden gering.
Ierland kent een naturistenvereniging, de Irish Naturist Association (INA), opgericht in 1963. De strenge katholieke wetten van dit land zijn wat vaag over openbare naaktheid.

## Naturisme buiten Europa
Het georganiseerde naturisme is vooral een Europees verschijnsel. Het bestaat daarnaast ook in Argentinië, Brazilië, Canada, Dominicaanse Republiek, Mexico, Peru, Uruguay, de Verenigde Staten, Zuid-Afrika, Israël, Taiwan, Thailand, Australië en Nieuw-Zeeland. In sommige landen, zoals Jamaica, is het mogelijk om naakt te trouwen. Naast deze vorm van naturisme bestaan er in Azië verscheidene plaatsen waar naakt gebaad wordt, gerelateerd aan religieuze gewoonten, onder meer in India en Nepal. 

### Verenigde Staten
In de VS is het taboe op naaktheid veel groter dan in Europa. Er zijn slechts weinig naaktstranden en in sommige staten worden de besloten naturistenterreinen officieel beschouwd als seksclubs. Dat laatste betekent dat de autoriteiten een naturistenterrein tolereren mits er geen minderjarigen worden toegelaten.

## Relaties met cultuur
Het nudisme en naturisme komen duidelijk meer voor in bepaalde culturen, vooral in West-Europa, maar plaatselijk ook in Afrika, Amerika, Azië en Oceanië. Zowel christendom als islam lijken naturisme niet te stimuleren. De populariteit van het naturisme in de voormalige DDR, waar naturisme zeer wijd verbreid was, nam sterk af na de hereniging met het dominante West-Duitsland, waarbij godsdienstige argumenten een belangrijke rol zouden hebben gespeeld. Anderzijds zijn er ook juist positieve relaties. Sommige Noord-Amerikaanse christelijke nudisten/naturisten hadden jaarlijkse bijeenkomsten via de Christian Nudist Convocation. Ook bij andere varianten van het christendom ziet men geen onverenigbaarheid van de Bijbel en naturisme.